# Бахилид
Бахилид (ст.грч. Βακχυλίδης, живео у 5 веку п.н.е) био је лирски песник старе Грчке. Каснији сународници су га ставили на канонску листу девет лирских песника. Ту је увршћен и његов стриц Симонид са Кеја. Елеганција и рафиниран стил Бахилидове лирике били су предмет проучавања у школама бар од времена теоретичара књижевности Лонгина (De Sublimitate 33,5). Неки критичари су сматрали да ове одлике представљају само спољни шарм, без суштинског значаја. Његова каријера се поклопила са добом у коме је поезија постала више драмска, као што сведоче дела Есхила и Софокла, тако да је он један од последњих песника који је стварао у традицији чисте лирске поезије. Главне особине Бахилидове лирике су јасноћа израза и једноставност мисли, по чему је она изузетно погодна као увод у изучавање грчке лирске поезије и сложенијих Пиндарових стихова.